# U Sports
U Sports, anciennement « Sport interuniversitaire canadien » ou SIC, est une organisation qui encadre les sports universitaires du premier niveau au Canada.

## Organisation

Ancien logo francophone.

Elle est formée de quatre associations régionales :
- Sport universitaire de l'Atlantique ;
- Réseau du sport étudiant du Québec ;
- Sports universitaires de l'Ontario ;
- Association sportive universitaire de l'Ouest canadien.

Elle est aussi le centre du programme canadien pour les équipes canadiennes aux Universiades de la Fédération internationale du sport universitaire. En 2013, l'association fédère 11 000 athlètes-étudiants.
Le 31 janvier 2013, Pierre Lafontaine, précédemment président et entraîneur de Natation Canada depuis 2005, est nommé à la présidence de Sport interuniversitaire canadien. Il remplace Marg McGregor, qui a présidé l'association pendant douze ans.
En novembre 2013, le ministre d'État des sports (Bal Gosal) annonce que le gouvernement apportera un soutien financier de 800 000 dollars à l'organisme Sport interuniversitaire canadien pour l’exercice 2013‑2014.
Le 20 octobre 2016, le SIC annonce qu'il change d'image et qu'il devient « U Sports », nom bilingue.